# 71-es főút (Szlovákia)
71-es főút egy elsőrendű főút, Szlovákiában, Losonctól, Füleken át a magyar határig. Hossza 26,313 km. Az út magyarországi folytatása a 21-es főút, amely Salgótarjánon át Hatvanra vezet.